# وینچستر بی (اورگن)
وینچستر بی (به انگلیسی: Winchester Bay) یک منطقهٔ مسکونی در ایالات متحده آمریکا است که در شهرستان داگلاس، اورگن واقع شده‌است. وینچستر بی ۸٫۱ کیلومتر مربع مساحت و ۳۸۲ نفر جمعیت دارد و ۷ متر بالاتر از سطح دریا واقع شده‌است.